# إيفان دانغلو
إيفان دانغلو (بالإيطالية: Ivan D'Angelo)‏ هو لاعب كرة قدم إيطالي، ولد في عقد 1990 في سان بينيدتو دل ترونتو في إيطاليا. لعب مع دونفرملين أثلتيك.